# Dicranota parvella
Dicranota parvella är en tvåvingeart som beskrevs av Alexander 1954. Dicranota parvella ingår i släktet Dicranota och familjen hårögonharkrankar. Inga underarter finns listade i Catalogue of Life.